# Pimpinella kotschyana
Pimpinella kotschyana är en flockblommig växtart som beskrevs av Pierre Edmond Boissier. Pimpinella kotschyana ingår i släktet bockrötter, och familjen flockblommiga växter. Inga underarter finns listade i Catalogue of Life.